# Сонніум
Паранчук Дмитро Романович (нар. 29 Квітня 1995 року, Україна, Львів). Більш відомий як Сонніум (анг. Sonnium). Український репер, композитор.

## Історія
Перші роботи були створені у 2013 році, більшість яких були спільними з колегою, виконавцем Котом (Кіт).
У 2015 році було видано перший мікстейп під назвою "Гравій", у якому взяли участь колеги та виконавці з об'єднання студії звукозапису "Warewo".
Треки в цей період випускались під псевдонімами Дивний Сонні та Дивун Сонні.
Згодом нові роботи за участі Кіт, Айк, Кашляючий Ед були зібрані у мікстейп "Permanent" (2016) та представленні під нікнеймом - Sonnium.
У наступному році на студії 474Rec. було записано мікстейп "Легенький" (2017).
Деяка частина композицій з цих часів залишається доступною для прослуховування на просторах інтернету.
У 2019 році видано мініальбом "Поміж тим", який став для виконавця дебютом в продюсуванні інструменталів. Більшість треків були спільними з Polamav, як і відеоробота на трек "Дев'ять ярдів".
У 2021 році Сонніум стає учасником об'єднання та гурту Глава 94.  Періодично випускаючи сингли, бере участь у спільних композиціях з іншими виконавцями.

## Дискографія
Мікстейпи:
- "Гравій" (2015)
- "Permanent" (2016)
- "Легенький" (2017)

Альбоми:
- "Поміж тим"EP (2019)

Сингли:
- "Як так" (2020)
- "Dumav" (2021)
- "Svitlyy" (2021)
- "Na zvyazku" (2021)
- "Amplitude" (2022)
- "Neymovirni" (2022)
- "Матово" (2023)
- "Тандем" (2023)